# Histioteuthis bonellii
A Histioteuthis bonellii a fejlábúak (Cephalopoda) osztályába, a kalmárok (Teuthida) rendjébe, és a Histioteuthidae családjába tartozó faj.

## Elterjedése
Elsősorban az Atlanti-óceánban, Argentína és Dél-Afrika partjainál, valamint a Tasman-tengerben.

## Megjelenése
Hosszúkás, és erős testű kalmárfaj. Testhossza 40 és 120 cm között alakul. Felső három pár (2x3) karja között úszóhártyák találhatóak.

## Életmódja
Mélytengeri állat. Éjjel aktív. Nappal nyitott szemmel alszik, ekkor csak a sodrás által mozog.